# Кубок Бразилії з футболу 2015
Кубок Бразилії з футболу 2015 — 27-й розіграш кубкового футбольного турніру у Бразилії. Титул володаря кубка втретє здобув Палмейрас.

## Календар
| Раунд            | Дата                       | Матчі | Клуби   |
| ---------------- | -------------------------- | ----- | ------- |
| Попередній раунд | 8/22 лютого 2015           | 2     | 87 → 86 |
| Перший раунд     | 26 лютого - 1 травня 2015  | 80    | 86 → 46 |
| Другий раунд     | 23 квітня - 21 травня 2015 | 40    | 46 → 26 |
| Третій раунд     | 21 травня - 23 липня 2015  | 20    | 26 → 16 |
| 1/8 фіналу       | 20-21/27-28 серпня 2015    | 16    | 16 → 8  |
| 1/4 фіналу       | 24 вересня/1-2 жовтня 2015 | 8     | 8 → 4   |
| 1/2 фіналу       | 22/29 жовтня 2015          | 4     | 4 → 2   |
| Фінал            | 26 листопада/3 грудня 2015 | 2     | 2 → 1   |

## 1/8 фіналу
| Команда 1         | Заг. | Команда 2     | 1-й матч | 2-й матч |
| ----------------- | ---- | ------------- | -------- | -------- |
| 20/27 серпня 2015 |      |               |          |          |
| Атлетіку Мінейру  | 2:3  | Фігейренсе    | 1:1      | 1:2      |
| Палмейрас         | 5:3  | Крузейру      | 2:1      | 3:2      |
| Фламенгу          | 1:2  | Васко да Гама | 0:1      | 1:1      |
| Сантос            | 4:1  | Корінтіанс    | 2:0      | 2:1      |
| 20/28 серпня 2015 |      |               |          |          |
| Корітіба          | 1:4  | Греміу        | 0:1      | 1:3      |
| 21/27 серпня 2015 |      |               |          |          |
| Флуміненсе        | 4:2  | Пайсанду (2)  | 2:1      | 2:1      |
| Сан-Паулу         | 4:2  | Сеара (2)     | 1:2      | 3:0      |
| 21/28 серпня 2015 |      |               |          |          |
| Інтернасьйонал    | 4:1  | Ітуано (5)    | 2:0      | 2:1      |

## 1/4 фіналу
| Команда 1                | Заг.    | Команда 2     | 1-й матч | 2-й матч |
| ------------------------ | ------- | ------------- | -------- | -------- |
| 24 вересня/1 жовтня 2015 |         |               |          |          |
| Інтернасьйонал           | 3:4     | Палмейрас     | 1:1      | 2:3      |
| Сан-Паулу                | 4:1     | Васко да Гама | 3:0      | 1:1      |
| Флуміненсе               | 1:1 (ч) | Греміу        | 0:0      | 1:1      |
| 24 вересня/2 жовтня 2015 |         |               |          |          |
| Фігейренсе               | 2:4     | Сантос        | 0:1      | 2:3      |

## 1/2 фіналу
| Команда 1         | Заг.         | Команда 2 | 1-й матч | 2-й матч |
| ----------------- | ------------ | --------- | -------- | -------- |
| 22/29 жовтня 2015 |              |           |          |          |
| Флуміненсе        | 3:3 пен. 1:4 | Палмейрас | 2:1      | 1:2      |
| Сан-Паулу         | 2:6          | Сантос    | 1:3      | 1:3      |

## Фінал
| Команда 1                  | Заг.         | Команда 2 | 1-й матч | 2-й матч |
| -------------------------- | ------------ | --------- | -------- | -------- |
| 26 листопада/3 грудня 2015 |              |           |          |          |
| Сантус                     | 2:2 пен. 3:4 | Палмейрас | 1:0      | 1:2      |

### Перший матч
| 26 листопада 2015 2:00 (EEST) |

| Сантус              | 1:0      | Палмейрас |
| ------------------- | -------- | --------- |
| Габріел Барбоза 82' | Протокол |           |

| Віла Бельміро, Сантус Глядачів: 14 116 Арбітр: Луїс Флавіо де Олівейра |

### Повторний матч
| 3 грудня 2015 2:00 (EEST) |

| Палмейрас                                                           | 2:1      | Сантус                                                                         |
| ------------------------------------------------------------------- | -------- | ------------------------------------------------------------------------------ |
| Дуду 56', 84'                                                       | Протокол | Рікарду Олівейра 86'                                                           |
|                                                                     | Пенальті |                                                                                |
| Зе Роберто · Рафаель Маркес · Джексон · Крістальдо · Фернандо Прасс | 4:3      | Маркіньйос Габріел · Густаво Енріке · Жеуваніо · Лукас Ліма · Рікарду Олівейра |

| «Альянс Парке», Сан-Паулу Глядачів: 39 660 Арбітр: Ебер Лопес |